# Onaway (motorfiets)
Onaway is een Brits historisch merk van motorfietsen.
De bedrijfsnaam was: Onaway Motor Engineering Co., Watford, Hertfordshire.
Onaway presenteerde tijdens de Stanley-show eind 1905 een bijzondere motorfiets. De machine had een driehoeksframe dat uitsluitend uit rechte buizen bestond. De voorste framebuis en de zadelbuis droegen het motorblok, terwijl de dubbele bovenbuis rechtstreeks van het balhoofd naar het achterwiellager liep. Daardoor ontstond een zeer lage bouw en ook een lage zitpositie. De Onaway-motorfiets had echter niet het gebruikelijke fietszadel (zweefzadels bestonden nog niet), maar een uit riet gevlochten zetel die met flinke veren op het frame was gemonteerd. De machine had twee brandstoftanks die met een buis met elkaar verbonden waren.

## Motoren
1905 was voor de Britse auto- en motorfietsindustrie min of meer een overgangsjaar. De eerste in het Verenigd Koninkrijk geconstrueerde motorblokken verschenen. Tot dat moment waren de Britten, gehinderd door de strenge verkeerswetgeving, afhankelijk van inbouwmotoren van het Europese vasteland. Vooral Belgische motoren (of complete motorfietsen) van Minerva, Saroléa en FN waren in zwang, maar Onaway gebruikte door Paul Kelecom geconstrueerde motoren van Antoine uit Luik en Bercley-motoren uit Brussel. Dit waren tamelijk moderne motoren, want ze hadden al zijkleppen in plaats van de gebruikelijke kop/zijklepmotoren. Waar het Antoine betreft kon men kiezen tussen een 3½pk-eencilinder of een 5pk-V-twin. De Bercley-motor was een 5pk-paralleltwin.

## Transmissie
Zoals indertijd gebruikelijk had de Onaway riemaandrijving rechtstreeks van de krukas naar het achterwiel. Normaal gesproken sloeg de motor dan bij elke stop af, waarna hij opnieuw moest worden aangefietst. Dat laatste was echter niet mogelijk, want trappers ontbraken. In plaats daarvan waren brede treeplanken gemonteerd, zo breed dat de motorfiets bijna niet kon omvallen. De motor moest dus worden aangelopen, maar om te voorkomen dat dit bij elke stop moest gebeuren had ze een koppeling in de vorm van een Osborne-free engine hub. Er kon zelfs een vierversnellingsnaaf worden gemonteerd als de klant dat wenste. Ook bijzonder was dat de machine al twee remmen had. Achter zat een belt rim brake, in het voorwiel zat een velgrem.
De Onaway-motorfietsen waren alleszins modern te noemen. Met name de vierversnellingsnaaf in het achterwiel kwam nauwelijks bij andere merken voor, evenmin als de rieten zetel voor de bestuurder. Toch sloeg het ontwerp van de machine niet aan en de productie eindigde in 1908.